# Лим Джэбом
Лим Джэбом (кор. 임재범, англ. Lim Jae-beom; род. 6 января 1994, более известный как JB и Jay B) — южнокорейский певец, автор песен, продюсер, танцор и актёр. Является лидером бойбенда GOT7, а также участником дуэтов JJ Project и Jus2. В 2012 году дебютировал как актёр в дораме «Одержимые мечтой 2» и уже через год сыграл одну из второстепенных ролей в мелодраме «Когда человек влюбляется».

## Карьера

### 2009—2014: Ранняя жизнь и начинания в карьере
Лим Джэбом родился 6 января 1994 года в городе Кояне Республика Корея.
В детстве и подростковом возрасте Лим занимался брейк-дансом. В 2009 году он пошёл на открытое прослушивание JYP Entertainment вместе с Джинёном, и оба успешно прошли его, заняв первое место, а затем подписали с агентством контракт, став трейни. В 2011 году, уже под псевдонимом Джейби, он прошёл прослушивание на главную роль в дораме «Одержимые мечтой 2», показ которой стартовал 16 января 2012 года с 16 эпизодами.
В мае 2012 года JB и Джинён дебютировали как дуэт в JJ Project с мини-альбомом Bounce. Клип для заглавного трека «Bounce» было выпущено 19 мая.
11 марта 2013 года было объявлено, что JB появится в роли Со Миджу в новой дораме «Когда человек влюбляется». 16 января 2014 года два участника JJ Project дебютировали в составе группы из семи человек под названием Got7.

### 2015—настоящее время: Сольная деятельность
В 2015 году GOT7 снялись в дораме «Рыцарь мечты», исполнив супергеройские версии самих себя; главную женскую роль исполнила Сон Ха Юн.
24 ноября 2017 года стало известно, что JB пожертвовал 10 миллионов вон в Фонд помощи пострадавшим от землетрясения в Пхохане.
В 2018 году вместе с Югёмом он участвовал в арт-проекте «Collaboran» для марки газированной минеральной воды Perrier с американским мультимедийным артистом Беном Джонсом. Процесс создания был раскрыт через реалити-шоу, выпущенное в мае.
5 марта 2019 года Джейби дебютировал во втором саб-юните Got7 вместе с Югёмом в Jus2, с мини-альбомом Focus с заглавным синглом «Focus On Me».

## Авторство и продюсирование песен
На протяжении карьеры как в JJ Project, так и в GOT7, Джейби не раз становился одним из авторов, композиторов и/или продюсеров песен. На его имя зарегистрировано огромное количество композиций, в их числе «Bad Behavior (나쁜 짓)», «Home Run», «Q», «Tomorrow, Today (내일, 오늘)», «Prove It», «On and On», «Skyway», «Shopping Mall», «Teenager», «You Are», «Eclipse», «Page», «Look» и другие.
Является автором большей части песен GOT7, JJ Project и Jus2. Нельзя так же не сказать о сольной деятельности Джейби, которая имеет большой успех.
Стоит отметить, что именно после «прорыва» Джебома в качестве автора, продюсера и композитора, группа стала набирать обороты и на сегодняшний день является одной из пяти самых популярных k-pop групп в мире.

## Личная жизнь
12 сентября 2014 года Джейби был вовлечён в небольшую автомобильную аварию. Водитель пытался перестроиться на другую полосу, чтобы избежать припаркованного автомобиля, но сзади подъехал автобус, в результате чего машина врезалась в фургон. Ни Джейби, ни кто-либо из стаффа серьёзно не пострадали.
В 2016 году Джейби не участвовал в нескольких концертах Fly Tour и на выступлении на M!Countdown ввиду межпозвоночной грыжи. Он вернулся лишь 24 июня, на концерте Got7 в Сингапуре.
Джейби также обучается в частном университете Конкук.

## Дискография

### Микстейпы
| Название           | Информация об альбоме |
| ------------------ | --- |
| 1/? vol. 1         | - Выпущен: 31 декабря 2016 года - Лейбл: - - Формат: Цифровая загрузка, стриминг Трек-лист 1. "Holic" 2. "Don't Worry" 3. "Sin" feat. Jomalone 4. "Lost" 5. "Bad Habit" feat. Jomalone                 |
| 1/? vol. 2         | - Выпущен: 22 января 2018 года - Лейбл: - - Формат: Цифровая загрузка, стриминг Трек-лист 1. "Intro" 2. "Think of You" 3. "Channel" feat. jeebanoff, Jomalone 4. "Don't Touch Me" 5. "Pray" 6. "Outro" |
| 1/? vol. 2 (Remix) | - Выпущен: 30 апреля 2018 года - Лейбл: - - Формат: Цифровая загрузка, стриминг Трек-лист 1. "Don't Touch Me (Deepshower Remix)" 2. "Channel (BRLLNT Remix)" 3. "Think of You (Plan8 Remix)"           |

### Как приглашённый артист
| Название                                                                    | Год  | Пиковая позиция в чартах | Продажи        | Альбом             |
| Название                                                                    | Год  | KOR Gaon                 | Продажи        | Альбом             |
| --------------------------------------------------------------------------- | ---- | ------------------------ | -------------- | ------------------ |
| «Just Because» (Бэк А Ён совместно с Джейби)                                | 2016 | 12                       | - KOR: 185,203 | Не сингл с альбома |
| «Hush» (Primary совместно с Джейби)                                         | 2017 | 99                       | - KOR: 24,686  | Pop                |
| «Celebrate» (Jomalone совместно с Yonko, Def.)                              | 2017 | -                        | -              | $UMMERTIME MIXTAPE |
| «—» означает, что релиз не попал в чарт или не был выпущен в данной стране. |      |                          |                |                    |

## Фильмография

### Телесериалы
| Год  |   | Русское название         | Оригинальное название    | Роль               |
| ---- | - | ------------------------ | ------------------------ | ------------------ |
| 2012 | с | Одержимые мечтой 2       | Dream High 2             | Чан У Чжэ          |
| 2013 | с | Когда человек влюбляется | When a Man Falls in Love | Со Ми Чжун         |
| 2015 | с | Рыцарь мечты             | Dream Knight             | В роли самого себя |

### Развлекательные шоу
| Year | Title                 | TV Network | Note | Ref |
| ---- | --------------------- | ---------- | --- | --- |
| 2012 | The Romantic & Idol   | tvN        | Season 1, with Jun. K (2PM), Mir (MBLAQ), Park Hyung-sik (ZE:A), Son Ji-hyun (4Minute), Oh Seungah (Rainbow), Jei (Fiestar) and Shin Hye-jeong (AOA). |     |
| 2018 | Hyena on the Keyboard | KBS2       | Producer, episode 6-8 |     |
| 2019 | Prison Life of Fools  | tvN        | Cast member |     |

## Награды и номинации

### 1st KWEB Fest 2015
| Год  | Что номинировано | Номинация         | Результат |
| ---- | ---------------- | ----------------- | --------- |
| 2015 | Рыцарь мечты     | Восходящая звезда | Номинация |